# غابرييل سيلفا
غابرييل سيلفا هو لاعب كرة قدم برازيلي، ولد في 22 مارس 2002 في ريبيراو بريتو في البرازيل.

## وصلات خارجية
- غابرييل سيلفا على موقع إي إس بي إن إف سي (الإنجليزية)
- غابرييل سيلفا على موقع قاعدة بيانات كرة القدم.إي يو (الإنجليزية)
- غابرييل سيلفا على موقع Soccerway.com (الإنجليزية)